# Рустамбеков, Парвиз Исмаил-бек оглу
Парвиз Рустамбеков — репрессированный советскими властями азербайджанский саксофонист, джазмен.

## Биография
Парвиз Исмаил-бек оглу Рустамбеков родился 7 января 1922 года в Баку. Музыкой стал увлекаться ещё в детстве, занимаясь в Доме пионеров, играл на кларнете. Но его душа тянулась к саксофону, и мальчик упросил своего учителя позволить ему играть на казённом саксофоне в свободное время. Узеир Гаджибеков, принимавший активной участие в судьбе музыканта, подарил ему саксофон, и Парвиз сутками напролёт играл на любимом инструменте. В 1940 году был приглашён Тофиком Кулиевым в его оркестр, выступавший в то время в кинотеатре «Художественный».
После начала Второй мировой войны молодые исполнители оркестра продолжили свою деятельность в воинской части. Их отправили в распоряжение 402-й стрелковой дивизии, дислоцированной в Нахчыване. В 1942 году после роспуска Рустамбеков получал назначение в джаз авиации под руководством А. В. Шестопалова. В июле 1943 года был демобилизован по болезни.
В 1944 году известный джазовый оркестр под руководством Эдди Рознера приехал в Баку на гастроли. Исполнение Рустамбекова привело Рознера в восхищение. Рознер пригласил его в оркестр первым саксофонистом и кларнетистом. Парвиз принял приглашение. Некоторое время Рустамбеков в Москве. Во время пребывания там Леонид Утёсов также пригласил его в свой ансамбль.
На всех концертах по стране Рустамбеков пользовался особым успехом, его даже стали называть советским Бенни Гудменом.
Композитор Юрий Саульский позже вспоминал:
Пиро (так Парвиза звали в Москве) Рустамбеков поражал всех, кто слушал его. Это был музыкант высочайшего класса, импровизатор по чисто природной своей сути. Строя сложнейшие музыкальные фразы, он «попадал» в гармонию как бы интуитивно. Однажды он пришел в ансамбль, в котором я тогда работал, и сыграл с нами несколько пьес. В его игре было столько свежести и новизны! Он поразил всех нас каким-то необычным ощущением импровизации. Его соло строилось на основе чёткого развития, во всем была ясная форма. В музыке жила мысль. Играть с Рустамбековым было наслаждением...
Во время ужина с друзьями в ресторане «Метрополь» в Москве члены выступающего там джазового оркестра узнают Парвиза и приглашают его на сцену для выступления. Исполнение Рустамбековым произведений американских классиков вызывает интерес у присутствовавших в ресторане американцев. После выступления они знакомятся с музыкантом и приглашают в США набраться опыта на родине джаза. По приглашению американцев Рустамбеков отправляется в посольство США на встречу с атташе по культуре. Не застав его, Парвиз выходит из здания посольства. На улице к нему подходят два офицера КГБ в штатском и интересуются причиной его визита в посольство. Рустамбеков говорит всё, как есть. Ему настоятельно рекомендуют «убраться из Москвы подальше». В последующие дни Рустамбеков чувствует слежку и обращается за советом к проживавшему в то время в Москве Тофику Кулиеву. Тот даёт ему деньги и велит срочно вернуться в Баку.
Вернувшись в Баку уже известным музыкантом, Рустамбеков создал свой оркестр, сначала в кинотеатре «Красный Восток» (ныне «Азербайджан»), а затем в «Художественном». Однако в январе 1949 года его уволили с работы с формулировкой «За преклонение перед Западом».
После увольнения некоторое время не мог найти работу. Затем устроился в небольшой ресторан около железнодорожного вокзала Баку. 20 мая 1949 года Парвиза Рустамбекова арестовали с санкции и. о. военного прокурора войск МВД по Азербайджанской ССР майора юстиции Айрияна. В постановлении было сказано, что «Рустамбеков является антисоветски и проамерикански настроенной личностью».
Рустамбеков был приговорён к лишению свободы сроком на 15 лет. Предъявленное обвинение было выдержано в духе, присущем репрессивной политике Советского Союза:
Рустамбеков является антисоветски и проамерикански настроенной личностью, восхваляет жизнь, быт и искусство американцев… высказывает клевету на советскую действительность, имел контакты с иностранцами. Имеет намерение нелегально бежать за границу….
29 декабря 1949 года, в 03:50 заключённый номер 877 Парвиз Рустамбеков умер при странных обстоятельствах во внутренней тюрьме МГБ АзССР.
В 1957 году на основании многолетней жалобы матери Парвиза Рустамбекова прокуратура республики обратилась в КГБ с просьбой дать разъяснение о деле Парвиза. 6 января 1958 года было признано, что «постановление Особого совещания МГБ СССР в отношении П. Рустамбекова подлежит отмене и за недостаточностью улик дело следует прекратить».

## Семья
Прадед Парвиза Рустамбеков Асад-бек жил в Сальяне и работал писарем. Один из четырёх сыновей Асад-бека, Мамед, умер в 19 лет. Остальные трое сыновей, Фатулла, Бахыш и Шахбаз, получили высшее образование в Санкт-Петербурге. У Бахыша не было своих детей и он усыновил осиротевшего после смерти Мамеда племянника Исмаила. Исмаил Рустамбеков женился на Мунаввер-ханым. От этого брака родились Парвиз и Фарида Рустамбековы. Исмаил Рустамбеков умер в 1942 году от туберкулёза.
Парвиз Рустамбеков в апреле 1941 года вступил в брак с Таисией Михайловной Степановой. Родившегося от этого брака сына Рустамбеков назвал Адилем, в честь своего друга, брата Тофика Гулиева. Ребенок умер в полуторагодовалом возрасте. После этой трагедии Парвиз и Таисия развелись. В 1943 году Рустамбеков женился во второй раз. В 1945 году у него родился ребёнок.

## Память
В 2002 году азербайджанским телеканалом Lider был снят фильм Vaxtın o Üzündə («По ту сторону времени»), посвящённый Рустамбекову (автор сценария Нариман Абдулрахманлы, режиссёр Акиф Арифоглу).
В 2016 году состоялась выставка азербайджанского художника Вугара Али, на который было представлено 26 картин, посвящённых тема джаза. Среди картин был и портрет Парвиза Рустамбекова. Эти произведения также были представлены на персональной выставке художника в рамках Международного джазового фестиваля в Баку.
22 декабря 2017 года в Центральной школе искусств имени Гара Гараева был представлен фильм «Посмертный суд» о судьбе музыканта производства творческого центра ARB Aran Film. В этой художественно-документальной ленте были использованы архивные материалы, а также материалы уголовного дела Рустамбекова. Автором сценария и режиссёром фильма стала Егяна Абдулмамедова.
10 апреля 2022 года по Азербайджанскому телевидению в рамках проекта «План убийства» был показан фильм о гибели Парвиза Рустамбекова. Автором сценария и режиссёром фильма выступил Эльнур Алиев.

## Галерея

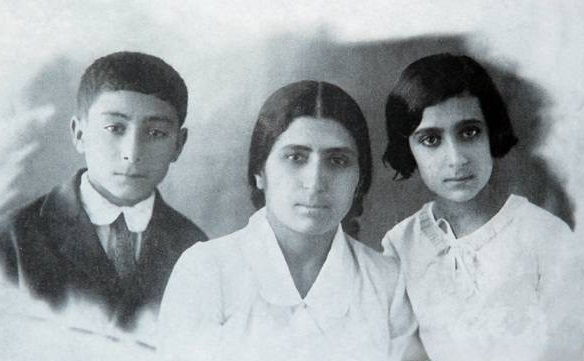
С матерью Мунаввер-ханым и сестрой Фаридой
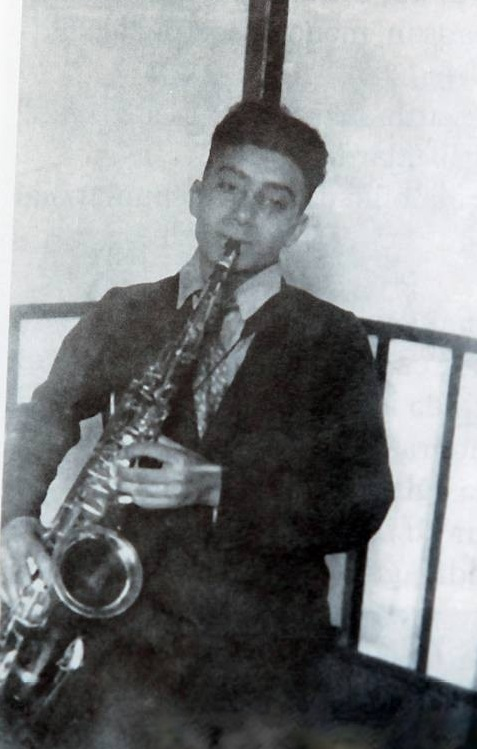
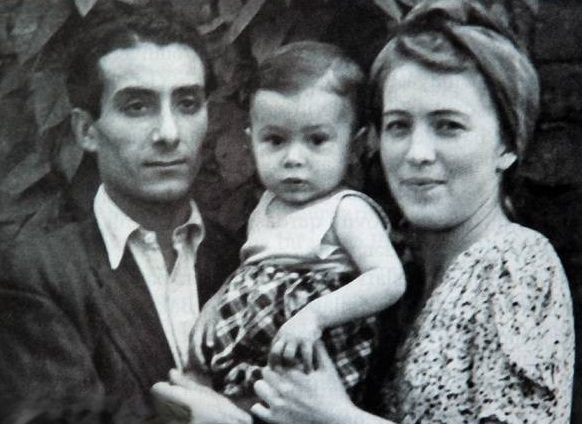
С супругой Таисией и сыном Адилем
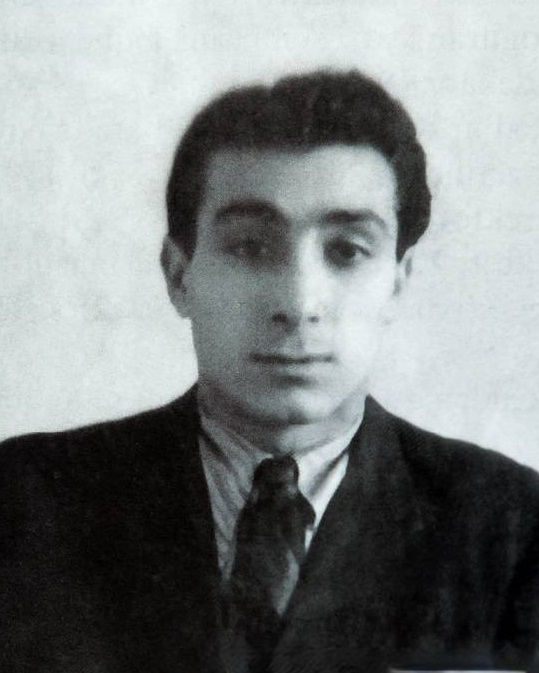
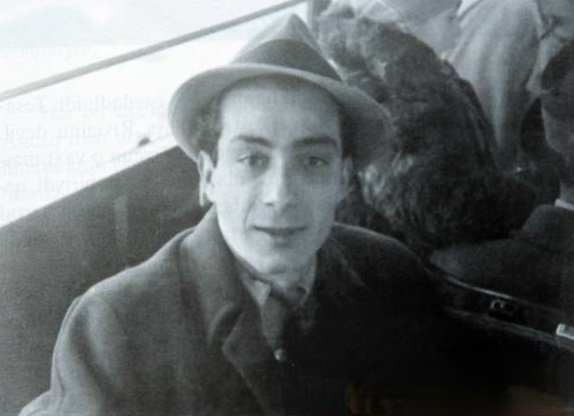